# Astra 1L
Astra 1L war ein Fernsehsatellit auf der Position 19,2° Ost der SES S.A. (vormals SES Global – Société Européenne des Satellites-Astra) mit Sitz in Betzdorf in Luxemburg, der für die Übertragung von Fernsehprogrammen in Europa eingesetzt wird. Der Satellit ist seit 12. Februar 2025 leer.
Er wurde am 4. Mai 2007 22:29 UTC vom Centre Spatial Guyanais in Französisch-Guayana erfolgreich in eine Erdumlaufbahn befördert.
Der neue Satellit ergänzt die Astra-Satelliten, die auf der Orbitalposition 19,2 Grad Ost positioniert sind. Er ersetzt dort bestehende Kapazitäten und sichert zugleich die Astra-Flotte durch Redundanzen ab.
Astra 1L ist der neunte Astra-Satellit, der mit Arianespace ins All gebracht wird, und der dritte Astra-Satellit, der auf einer Ariane-5-Trägerrakete startet.
Alle Transponder wurden auf Astra 1N und Astra 1P übertragen.

## Empfang
Die Inbetriebnahme von Astra 1L ermöglichte es, Astra 2C und Astra 1E, die auf 19,2° Ost stationiert waren, auf die Orbitalposition 28,2° Ost bzw. 23,5° Ost zu verschieben, wo sie die dringend benötigten Kapazitäten u. a. in Großbritannien und Irland aufstocken.